# Limnogeton
Limnogeton is een geslacht van wantsen uit de familie reuzenwaterwantsen (Belostomatidae). Het geslacht werd voor het eerst wetenschappelijk beschreven door Gustav Mayr in 1853.

## Soorten
Het genus bevat de volgende soorten:

- Limnogeton expansum Montandon, 1896
- Limnogeton fieberi Mayr, 1853
- Limnogeton hedenborgi Stål, 1853
- Limnogeton scutellatum Mayr, 1863